# Оператор
Вижте пояснителната страница за други значения на Оператор.
Операторът е човек, отговарящ за заснемането на филми – в киното, телевизията или за други цели. Той отговаря за художествените и технически решения, свързани със снимките.

## Телевизия
Професията „Телевезионен оператор“ се различава от тази на кинооператора най-напред по това, че в телевизията се прилага многокамерен метод на предаванията, новините, развлекателните предавания, директните излъчвания на различни събития и прояви: концерти, спортни състезания, политически форуми и т.н. Именно този многокамерен метод на предаване на събитието изисква съвсем нова нагласа, метод и стил на организация на телевизионната картина, която може да се постигне чрез монтирането на картини подавани от 2, 3, 4 и повече камери. Монтажът се извършва чрез видео-миксер – монтажен видео пулт, управляван от режисьор по монтажа (режисьор на пулт).
Посредством непрекъсната радио връзка между режисьора и операторите на камера се създава възможност режисьора да изисква различни планове и ракурси от операторите, движения и панорами в такава последователност, която да дава усещане на непрекъснатост (ненакъсване) на събитието